# 補強
| ウィキペディアには「補強」という見出しの百科事典記事はありません（タイトルに「補強」を含むページの一覧/「補強」で始まるページの一覧）。 代わりにウィクショナリーのページ「補強」が役に立つかもしれません。 |